# 密生波罗花
密生波罗花（学名：Incarvillea compacta）是紫葳科角蒿属的植物，为中国的特有植物。分布于中国大陆的青海、西藏等地，生长于海拔2,600米至4,100米的地区，见于空旷石砾山坡和灌丛中，目前尚未由人工引种栽培。

## 别名
全缘角蒿（中国高等植物图鉴），密生角蒿（青藏高原药物图鉴），欧切（藏语），野萝卜（青海互助）